# Johannes Andreas Paravicini

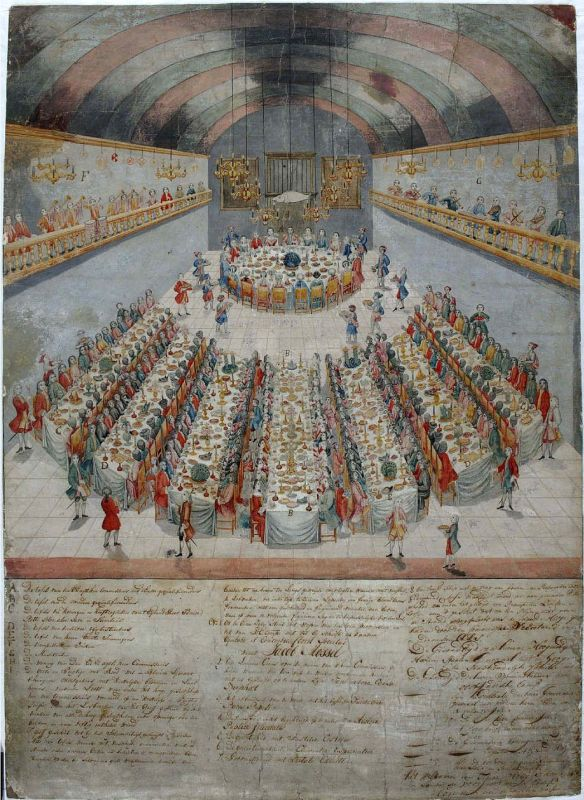
Festlichkeit bei dem Paravicini von einheimischen Herrschern umgeben ist, 1756

Johannes Andreas Paravicini (* 24. November 1710 in Barcelona; † 17. Oktober 1771 in Stenay, Lothringen) war ein Gesandter der Niederländischen Ostindien-Kompanie (VOC). Auf der südostasiatischen Insel Timor sicherte er den Niederländern für die nächsten 200 Jahre die Vorherrschaft über den größten Teil des Westens der Insel.

## Leben
Paravicini wurde als Sohn von Johannes Paravicini (er nannte sich Paravicini di Copelli), einem Kapitän in spanischem Dienst, und Maria Ellenberger (oder Ohleberger) aus dem damals sächsischen Altenburg geboren und als Johannes Bartholomeus Paravicini registriert. Der abweichende zweite Vorname führte zu langwierigen Prozessen, in denen Paravicini zu beweisen suchte, dass er ein und dieselbe Person ist. Da seine Identität nicht zweifelsfrei bewiesen werden konnte, wurde zwischen den Streitparteien ein Vergleich geschlossen. Die Beziehung zu seiner Familie schien aber für Paravicini damit zerbrochen gewesen zu sein, denn im Alter von 14 oder 16 Jahren brach er den Kontakt zu seinen Verwandten ab und zog nach Amsterdam. Paravicini trat in den Dienst der Niederländischen Ostindien-Kompanie, zunächst als Siechentröster für Soldaten. 1746 war er in Batavia als Makler tätig und von 1749 bis 1752 als Kommissar für See- und kommissarische Angelegenheiten. Von 1754 bis 1759 war Paravicini Chefkaufmann, Shahbandar (ein Posten in der Hafenverwaltung) und Lizenzmeister für alle Christen. Aufgrund seiner Erfahrungen mit Kranken beriet er den Generalgouverneur Jacob Mossel (1750–1761) in Gesundheitsfragen. Wegen der Malaria hatte Batavia einen sehr schlechten Ruf. Mossel schickte Paravicini auch in die Sultanate Palembang und Banjarmasin und auf die Insel Timor.

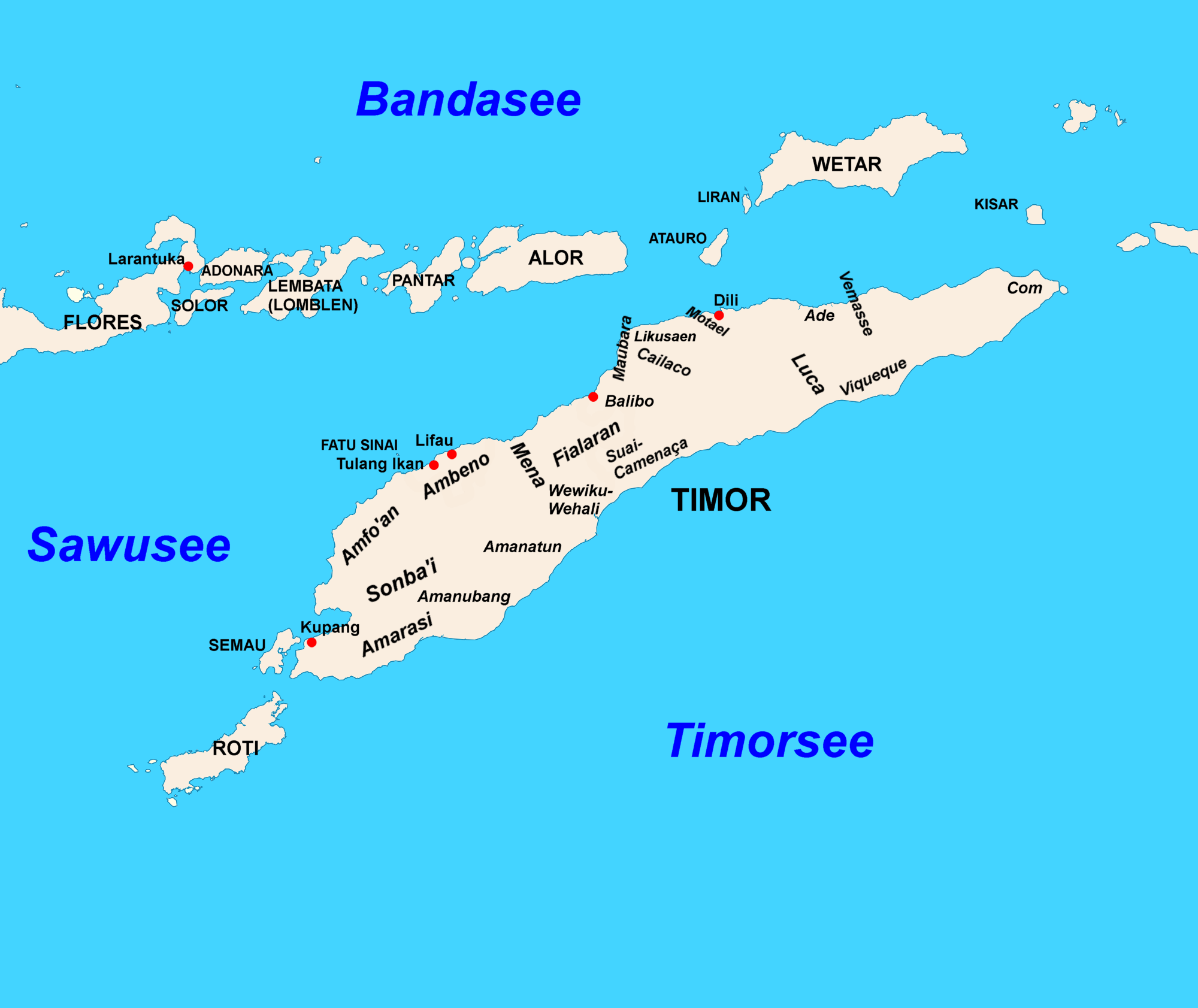
Timor und Nachbarinseln im 17. und 18. Jahrhundert

In der Region kämpfte die VOC mit Portugal um die Vormachtstellung. 1749 mussten die Portugiesen und die mit ihnen verbündeten Topasse und Timoresen in der Schlacht von Penfui eine verheerende Niederlage hinnehmen. Infolge dieser liefen mehrere Kleinkönige Timors zu den Niederländern über.
Im Auftrag von Mossel schloss Paravicini 1756 durch den nach ihm benannten Vertrag ein Bündnis mit 48 Kleinkönigen der Inseln Solor, Roti, Sawu, Sumba und einem Großteil Westtimors. Paravicini lobte in dem Vertrag die Niederländer als liberal und vom Glück begünstigtes Volk. Nur unter ihnen seien die großen Tugenden der Menschheit zu finden. Sie würden keine Unterschiede machen zwischen „schwarze und weiße Völker“. Im Gegenteil, sie sähen „alle Menschen als Brüder, mit den gleichen Grundrechten,“ bei den zwischenmenschlichen Beziehungen. Man könne das erkennen, wenn man den „elenden und armen“ Stützpunkt der Portugiesen auf Timor Lifau mit dem „gesegneten“, niederländischen Kupang vergleiche. Eine erstaunliche Aussage, denn Lifau befindet sich in einer der fruchtbarsten Regionen der Insel, während Kupang in einem deutlich weniger fruchtbaren Gebiet liegt. Offenbar war dies eine Demonstration dessen, was man mit niederländischen Fleiß erreichen könnte.
Am 12. März 1766 heiratete Paravicini im württembergischen Esslingen Marianne de Lambert, die Tochter eines preußischen Kapitäns. Paravicini starb 1771 ohne Nachkommen im lothringischen Stenay.